# Фльорянув (Мазовецьке воєводство)
Фльорянув (пол. Florianów) — село в Польщі, у гміні Полічна Зволенського повіту Мазовецького воєводства.
Населення — 100 осіб (2011).
У 1975-1998 роках село належало до Радомського воєводства.

## Демографія
Демографічна структура станом на 31 березня 2011 року:
|          | Загалом | Допрацездатний вік | Працездатний вік | Постпрацездатний вік |
| -------- | ------- | ------------------ | ---------------- | -------------------- |
| Чоловіки | 44      | 4                  | 33               | 7                    |
| Жінки    | 56      | 8                  | 30               | 18                   |
| Разом    | 100     | 12                 | 63               | 25                   |